# توین راک (کالیفرنیا)
توین راک (به انگلیسی: Twin Rocks) یک منطقهٔ مسکونی در ایالات متحده آمریکا است که در شهرستان مندوسینو، کالیفرنیا واقع شده‌است. توین راک ۴۳۳ متر بالاتر از سطح دریا واقع شده‌است.